# Yoshiko Kira
Yoshiko Kira (吉良佳子, Kira Yoshiko) est une femme politique japonaise née le 14 septembre 1982, représentant le district de Tokyo pour le parti communiste japonais à la chambre des conseillers du Japon. Elle est également membre du comité général du parti communiste japonais.

## Jeunesse, études et carrière pré-électorale
Yoshiko Kira est né le 14 septembre 1982, dans la ville de Kōchi, d'un père professeur d’école primaire et membre de l'assemblée préfectorale de la ville. Elle fait ses études à l'université de Waseda, à Tokyo, et rejoint en 2005 une compagnie d'impression,.

## Carrière électorale
Elle rejoint le parti communiste japonais en 2001, et se présente en 2009 à l'élection préfectorale de Tokyo en tant que candidate du parti communiste. Elle échoue à se faire élire, malgré 17 6383 voix.  
En 2013, elle se présente à l'élection de la chambre des conseillers du Japon, dans le district de la métropole de Tokyo. Sa campagne est alors axée sur l'instabilité du travail rencontrée par les jeunes Tokyoïtes. Elle arrive en troisième place du scrutin, et remporte ainsi un siège grâce au scrutin proportionnel. Il s'agit de la première fois en douze ans que le parti communiste japonais obtient un siège de conseiller à Tokyo,.  
En 2019, lors des élections de la chambre des conseillers, elle est candidate à sa réélection. Elle remporte 706 532 voix, arrive en troisième position et est ainsi réélue,. Lors de cette élection, c'est la première fois qu'autant de femmes que d'hommes sont élus en tant que députés du district de Tokyo.    
En 2020, elle est élue membre permanente du conseil d'administration du parti communiste japonais, à la suite de leur 28e congrès annuel.    
En 2024, Kira annonce être candidate à sa réélection en vue des prochaines élections de la Chambre des conseillers de 2025. Elle est réélue à l'issue de ce scrutin, et conserve son siège. D’après plusieurs sondages, beaucoup de femmes ont voté pour elle.   

## Prises de position

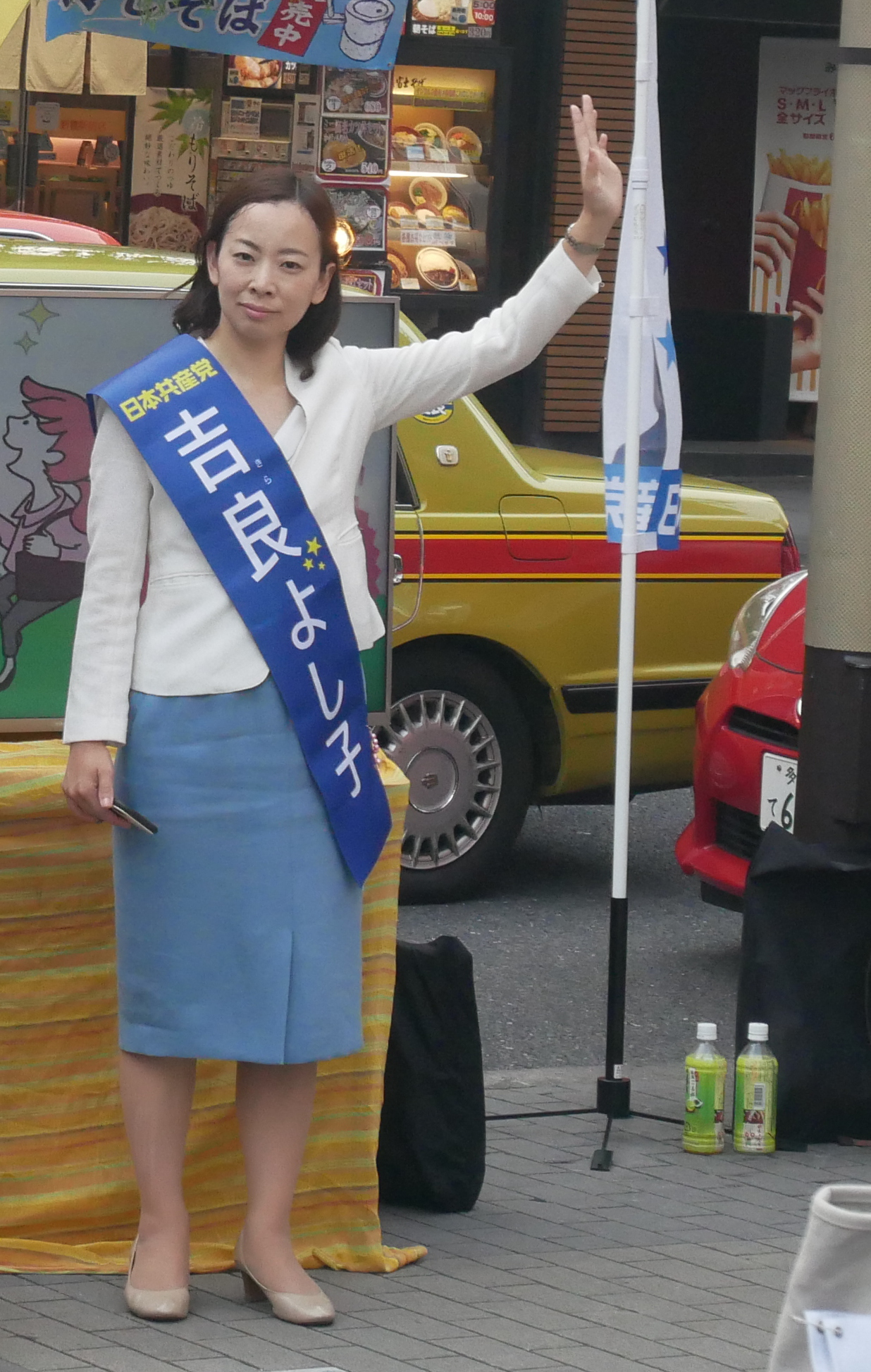
Yoshiko Kira en campagne à Shinbashi, à Tokyo, en 2019.

Kira justifie son adhésion au parti communiste japonais par ses positions anti-guerre. Elle s'oppose ainsi à un amendement de la constitution japonaise, et au développement des armes nucléaires par le Japon. Elle est également opposée aux visites des premiers ministres japonais au sanctuaire Yasukuni, ainsi qu'à la peine de mort. 
Elle s'engage également pour le droit des femmes, car elle estime qu'être une femme reste encore un frein à l'embauche pour beaucoup de femmes japonaises,. Elle s'engage également en faveur du mariage homosexuel. 
Parmi ses mesures de campagne, elle annonce vouloir lutter contre les blacks kigyōs, des entreprises japonaises faisant travailler leurs employés dans des conditions proches des ateliers de misère.

## Vie personnelle
Elle épouse Yuichiro Matsushima, membre de l'assemblée locale de Meguro, en décembre 2014. De cette union naissent deux enfants, en 2015 et en 2020.